# سرشماری کوئیرینیوس

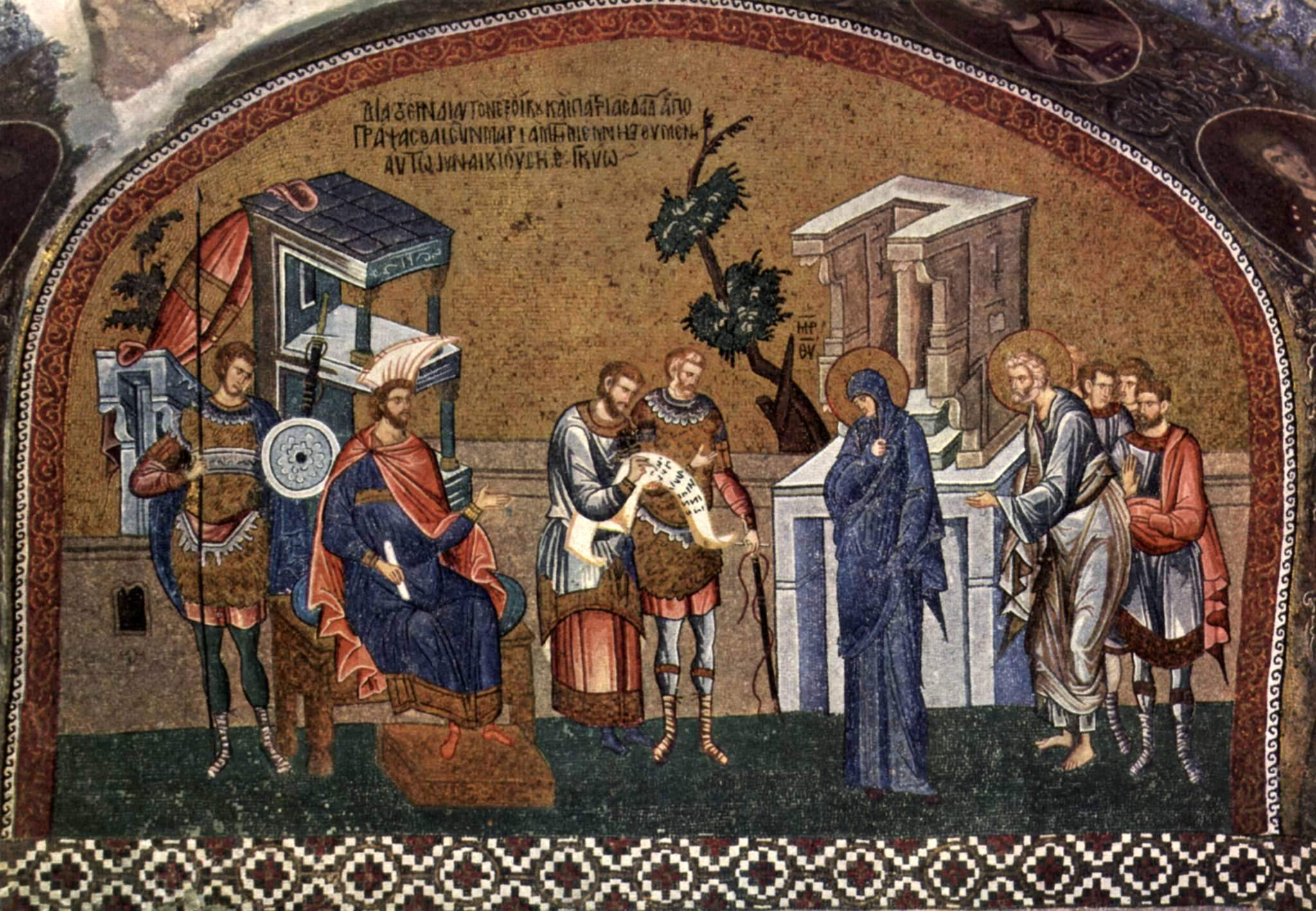
مریم و یوسف نجار برای سرشماری قبل از فرماندار کوئیرینیوس ثبت نام کردند. امپراتوری بیزانس معرق‌کاری، c. 1315.

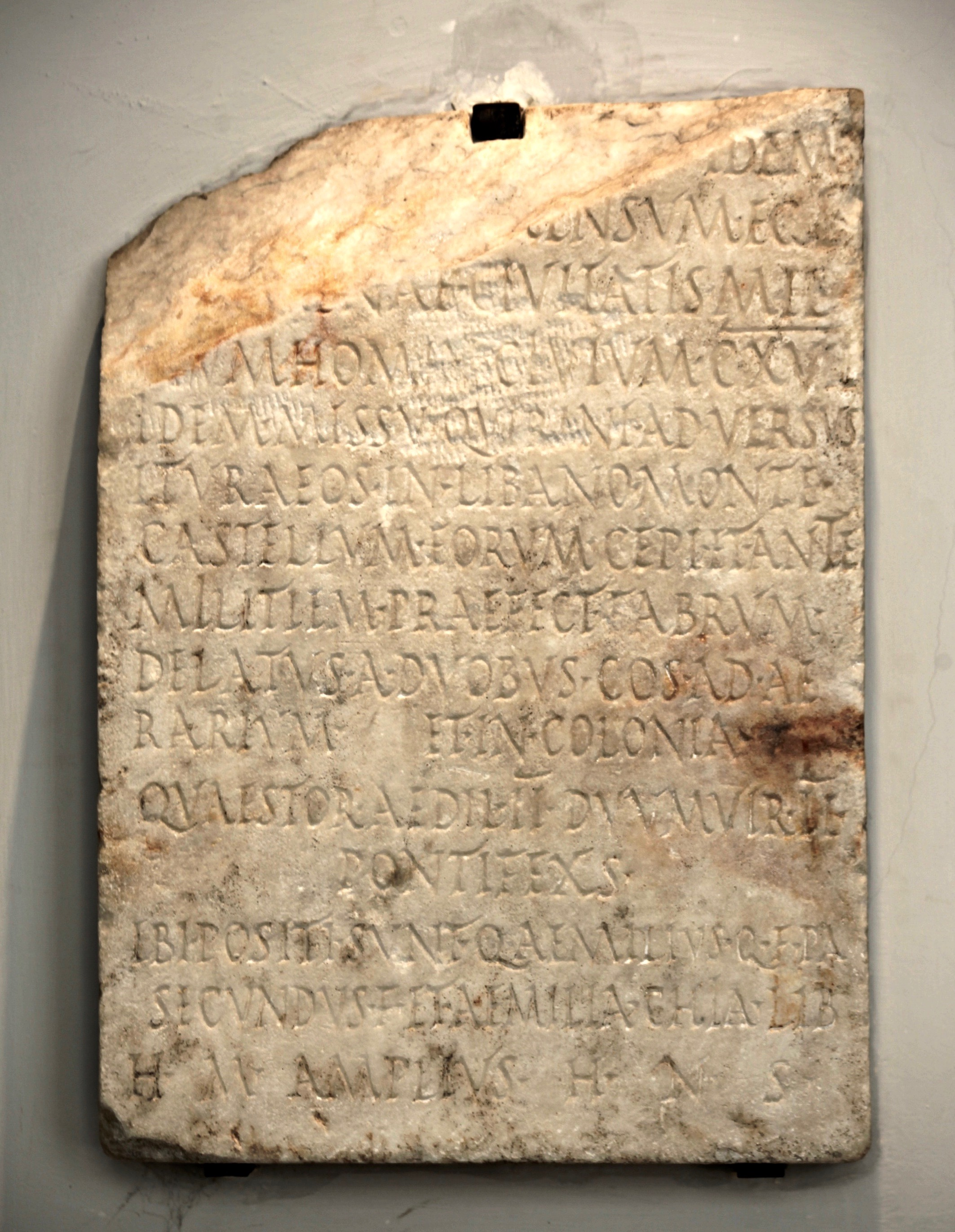
سنگ قبر کوئینتوس آمیلیوس سکوندوس، که طبق آن او بر سرشماری در افامیا نظارت داشت. موزه ملی باستان‌شناسی ونیز

سرشماری کوئیرینیوس(انگلیسی: Census of Quirinius) عموماً اعتقاد بر این است که اشاره به سرشماری یهودیه (استان روم) است که توسط کوئیرینیوس، فرماندار سوریه (استان روم)، پس از تحمیل حکومت مستقیم رومیان در سال ۶ پس از میلاد انجام شده‌است. انجیل لوقا از آن برای تاریخ‌گذاری ولادت عیسی استفاده می‌کند که انجیل متی آن را در زمان هرود بزرگ (که بین ۵ تا ۱پیش از میلاد مرد) در نظر گرفته‌است. به نظر می‌رسد لوقا سرشماری کوئیرینیوس را با مرگ هرود ادغام کرده‌است، و اکثر محققان منتقد به اشتباه و اشتباه لوقا اذعان دارند.
هرود بزرگ (ح. ۷۲–۴ پ.م.)، پادشاه و والی دولت وابسته از سوی امپراتوری روم بود که قلمرو او شامل یهودیه بود. پس از مرگ او، پادشاهی او به سه بخش تقسیم شد، که هر بخش توسط یکی از پسرانش اداره می‌شد. در سال ۶ پیش از میلادی، امپراتور آگوستوس، پسر هرود بزرگ به نام هرود آرکلائوس را که بر بزرگ‌ترین بخش حکومت می‌کرد، خلع کرد و قلمرو او را به یهودیه (استان روم) تبدیل کرد. کوئیرینیوس، لگاتوس (فرماندار) استان سوریه (استان روم) از سال ۶ پیش از میلادی، برای انجام یک سرشماری از استان جدید یهودیه برای اهداف مالیاتی مأمور شد. این یک مالیات بر دارایی بود و مستلزم این بود که ارزش اموال غیرمنقول همراه با هویت مالکان ثبت شود. تحت رهبری یهودای جلیلی. سرشماری شورش یهودیان افراطی (به نام زیلوت‌ها) به رهبری یهودای جلیلی را برانگیخت.  (شهر جلیل خود قلمروی جداگانه تحت حکومت هیرودیس آنتیپاس بود) به نظر می‌رسد که یهودیان این سرشماری را قابل اعتراض دانسته‌است، زیرا در تضاد با دستور کتاب مقدس است. (قرائت سنتی یهودیان از خروج ۳۰:۱۲) و به این دلیل که منجر به مالیات پرداختی با سکه‌ها با تصویر بت‌ها می‌شد که اشاره به تصویری از امپراتور روم دارد.

## انجیل لوقا
برخلاف انجیل متی که تولد عیسی را در زمان هیرودیس می‌داند، انجیل لوقا (2:1–5) تولد مسیح را با سرشماری مرتبط می‌کند:
در آن روزها فرمانی از امپراتور آگوستوس صادر شد که همه جهان باید ثبت شود. این اولین ثبت نام بود و زمانی که کوئیرینیوس فرماندار سوریه بود انجام شد. همه برای ثبت نام به شهر خود رفتند. یوسف نجار نیز از شهر ناصره در جلیل به یهودیه، به شهر داوود به نام بیت‌لحم رفت، زیرا او از نسل و خاندان داود بود. او برای ثبت نام با مریم که با او نامزد بود و در انتظار فرزند بود، ثبت نام کرد.
خطای ظاهری لوقا باعث شده‌است که اکثر محققان کتاب مقدس تصدیق کنند که این انجیل نادرست است. به نظر می‌رسد لوقا سرشماری را برای انتقال یوسف و مریم از ناصره، «شهر خودشان» (لوقا ۲:۳۹)، به بیت‌لحم، جایی که قرار بود تولد رخ دهد، ادغام کرده‌است.Luke 2:39
محققان خاطرنشان می‌کنند که هیچ سرشماری واحدی از کل امپراتوری روم در زمان آگوستوس (حکومت ۲۷ (پیش از میلاد) – ۱۴ میلادی) وجود نداشت و رومیان به‌طور مستقیم از پادشاهی وابسته مالیات نمی‌گرفتند. علاوه بر این، هیچ سرشماری رومی ایجاب نمی‌کرد که مردم از خانه‌های خود به خانه‌های اجداد خود سفر کنند. بنابر این سرشماری یهودیه بر یوسف و خانواده‌اش که در جلیل تحت فرمانروایی دیگری زندگی می‌کردند، تأثیری نمی‌گذاشت. شورش یهودای جلیلی نشان می‌دهد که مالیات مستقیم روم از یهودیه در آن زمان موضوعی جدید بود.

### دفاعیات دینی
دفاعیه‌نویس مسیحی جاستین شهید (حدود ۱۰۰ - حدود ۱۶۵) بدون مدرک ادعا می‌کند که تولد عیسی در این سرشماری ثبت شده‌است. برخی از علمای دین تلاش کرده‌اند خطای لوقا را جبران کنند. Géza Vermes بیان می‌کند که با فرض اینکه لوقا به سرشماری کوئیرینیوس اشاره می‌کند، این هدف «با واقعیت تاریخی در تعارض است». از سوی دیگر، این نظریه را مطرح می‌کند که سرشماری قبلی غیر مرتبط با مالیات انجام شده‌است. براون اشاره می‌کند که این امر مستلزم این است که کتاب مقدس به این معنا تفسیر شود که سرشماری «قبل از» تصدی کوئیرینیوس انجام شده‌است. جیمز ای. نولت استدلال می‌کند که سرشماری انجیل لوقا سرشماری سال ۶ میلادی نبود، بلکه سرشماری «پتر پاتریه» در ۲ قبل از میلاد بود و اظهار داشت که کوئیرینیوس دو دوره به عنوان فرماندار سوریه خدمت کرد و دو سرشماری در یهودیه انجام داد. رالف مارتین نواک می‌گوید که شغل کوئیرینیوس و نام‌ها و تاریخ فرمانداران به خوبی مستند شده‌است و زمانی پیش از ۶ سال بعد از میلاد وجود ندارد که او می‌توانست یک دوره قبلی به عنوان فرماندار سوریه خدمت کند.